# Türkan Erişmiş
Türkan Erişmiş (Ağrı, 5 januari 1984) is een atleet uit Turkije.
Op de Olympische Zomerspelen van Beijing in 2008 nam Erişmiş voor Turkije deel aan het onderdeel 3000 meter steeple.
Met een tijd van 9:48,54 kwam ze niet verder dan de kwalificatieronde.

## Persoonlijk record
| Onderdeel          | Resultaat | Jaar |
| ------------------ | --------- | ---- |
| 1500 meter         | 4:28.59   | 2001 |
| 3000 meter         | 9:21.36   | 2001 |
| 5000 meter         | 17:24.66  | 2000 |
| 10,000 meter       | 35:17.11  | 2008 |
| 2000 meter steeple | 6:37.59   | 2003 |
| 3000 meter steeple | 9:28.84   | 2009 |
| 10 kilometer       | 33:33     | 2005 |
| 15 kilometer       | 53:22     | 2002 |
| halve marathon     | 1:12:32   | 2009 |

- World Athletics: 14303247